# 北京三環路

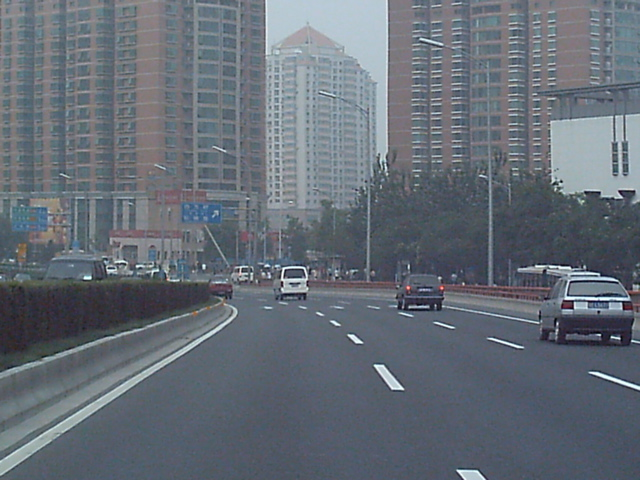
北京三環路(南東部、2004年7月撮影)

北京三環路(ペキン-さんかんろ,中文表記: 北京三环路, 英文表記: The 3rd Ring Road)は、北京市中心部を周回する、48kmの都市環状道路である。
北京が中華人民共和国の首都となった時、北京三環路は市の北部、東部、南部のみであった。その時、北環、東環、南環と呼ばれていた。北京三環路は、1994年の西部の完成により全線開通した。52個の立体交差があり、その一つの三元橋は北京空港高速道路と繋がる。制限速度は、全線80km/hである。
北京三環路は、東部にて混雑する北京商務中心区(中心業務地区)を、そして潘家園や分鐘寺を通り、京津塘高速道路と接続する。更に木樨園や玉泉営方面に向かって南へと続き、京開高速道路と接続する。その後西へ向かい、京石高速道路と接続後、五棵松の住宅地、TV局区域と接続する西部を抜け、北西部にて中関村ITパークに至る。北部は同様に混雑していて、北太平荘を通過し、八達嶺高速道路や京承高速道路と接続する。
北京地下鉄10号線は北京三環路の東部と北部の地下に建設が進められ、2008年に完成した。

## 交通渋滞
北京三環路は、交通渋滞で評判が悪い。北京商務中心区を通りぬける東部はラッシュアワーには慢性的にひどい渋滞となる。この区域のインターチェンジはダイヤモンド型に変更されており、本線と交差道路への接続車線の分離帯が右側に設置されている。これらのインターチェンジは北京の膨大な交通量を容易にさばくことはできないので、しばしば渋滞を引きおこす。インターチェンジのすぐ隣にあるバス停によって、しばしば状況が悪化させられる。

## 位置
北京三環路は、北京二環路から2.5km、市中心部から5km外周を通る。大部分は、住宅地や北京の最初の通勤圏拡大期に新しく作られた(北京商務中心区を除く)いくつかの商業地を通る。

## 舗装状態
2003年以前は、北京三環路全体が凸凹していて、運転中はかなり不快だった。2001年の北京二環路の改良工事に続いて、北京三環路の同様の改良工事が2003年に実施され、その後舗装はずっと滑らかになった。